# 20 години по-късно
„20 години по-късно“ е троен концертен албум на българската рок група Щурците. Издаден е през 1988 г. от Балкантон (Каталожен No: ВТА 12327/28/29). Албумът е записан по време на концертното турне „20 години по-късно“, в което участват всички бивши членове на групата.